# Petriș (okręg Arad)
Petriș – wieś w Rumunii, w okręgu Arad, w gminie Petriș. W 2011 liczyła 513 mieszkańców. 